# Nefesh
Pour mot hébreu, voir Nephesh.

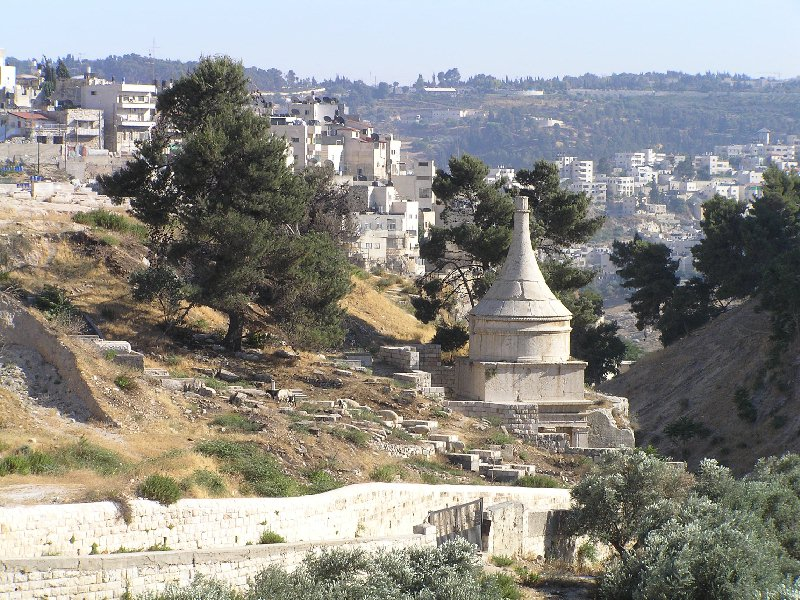
Nefesh du monument d'Absalom à Jérusalem

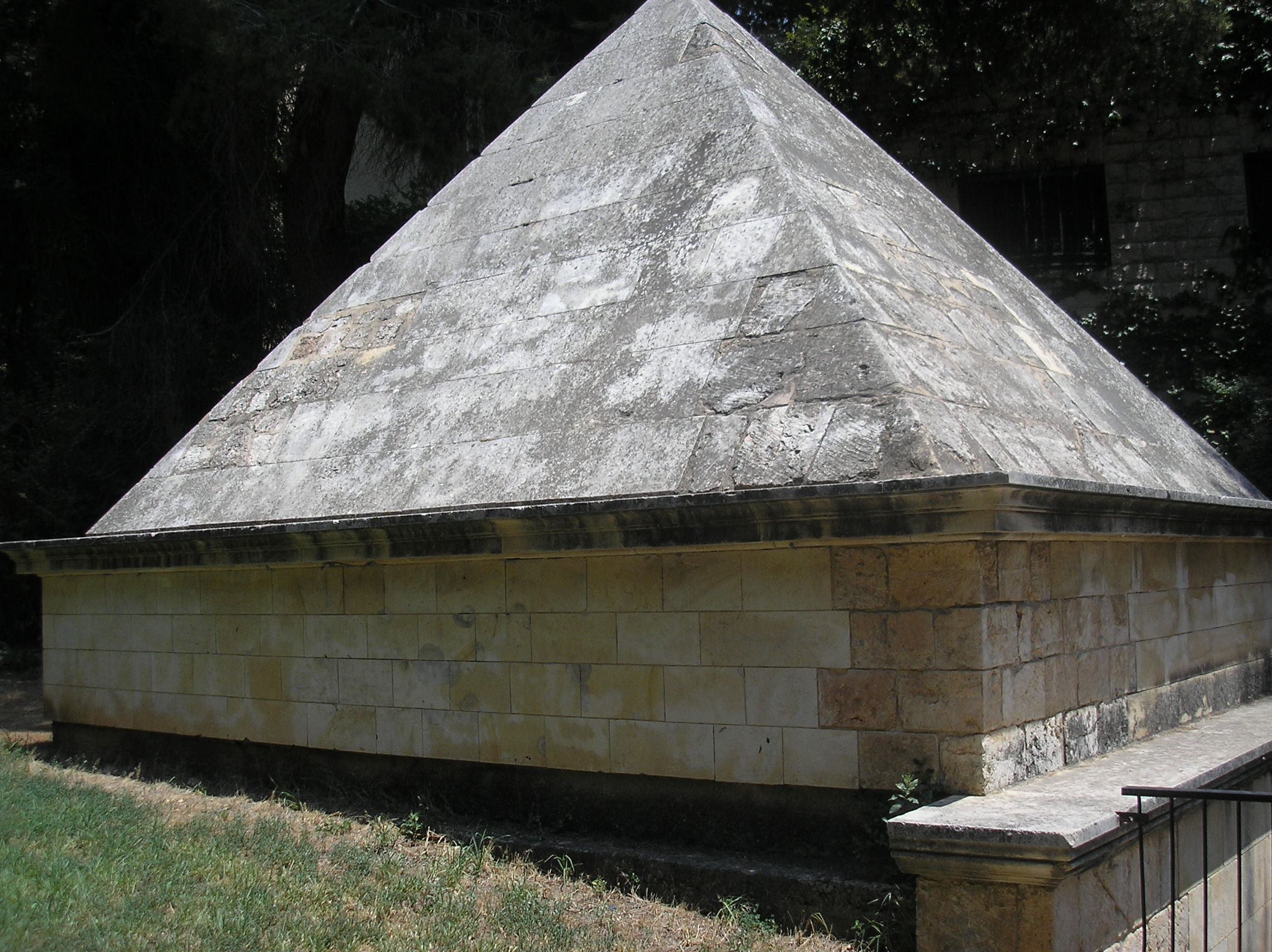
Nefesh de la tombe de Jason à Réhavia (Jérusalem)

Un nefesh (pluriel : nefashot) est un monument funéraire sémitique placé sur une tombe de manière à être vue de loin. Dans le Levant antique, il est associé aux pratiques funéraires des Juifs, des Syriens et des Nabatéens. Il a généralement une forme pyramidale ou conique. Un nefesh n'a pas pour but d'abriter une chambre funéraire, il s'agit d'un monument plein. Des nefashot sont notamment construits en Judée à l'époque du Second Temple (IIe siècle av. J.-C. - Ier siècle). Les plus connus sont ceux des tombeaux de la vallée du Cédron à Jérusalem et le tombeau de Hermel au Liban.
Peu de tombes ont été intégralement conservées mais des représentations de nefesh figurent sur des ossuaires trouvés dans la nécropole de Jérusalem ou sur des murs de tombes à Jéricho. Des éléments de structures d'une pyramide ont été mis au jour sur le site de la tombe de Jason et son nefesh a été reconstitué. D'autres éléments ont été trouvés sur le site du tombeau des Rois. Il peut s'agir des pyramides mentionnées par Flavius Josèphe dans sa description du tombeau de la reine Hélène d'Adiabène. Selon I Maccabées (13:27), sept pyramides surmontaient aussi la tombe familiale des Hasmonéens à Modiin. Le nesfesh de la tombe de Benei Hezir a disparu, mais il est mentionné dans l'inscription figurant sur la tombe : ceci est le tombeau et le nefesh d'Eleazar [...].

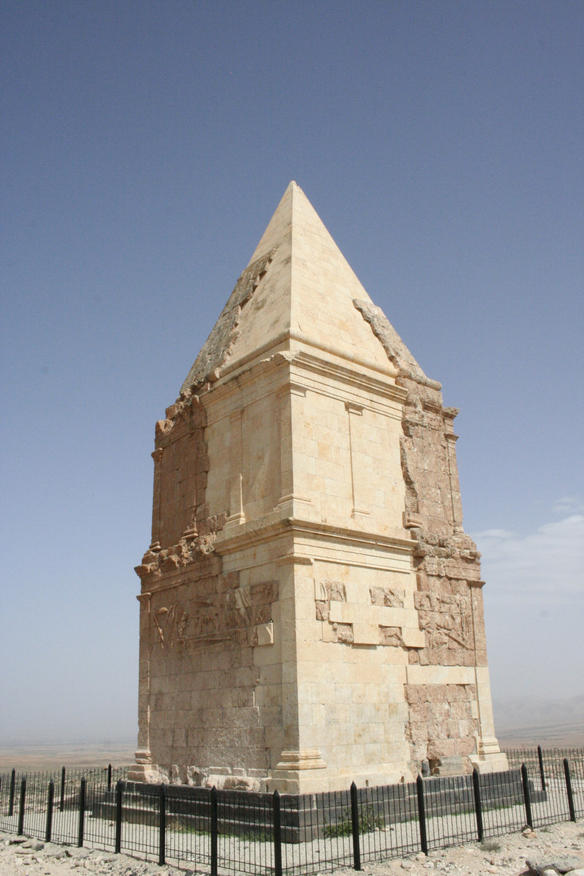
Tombeau hellénistique de Hermel
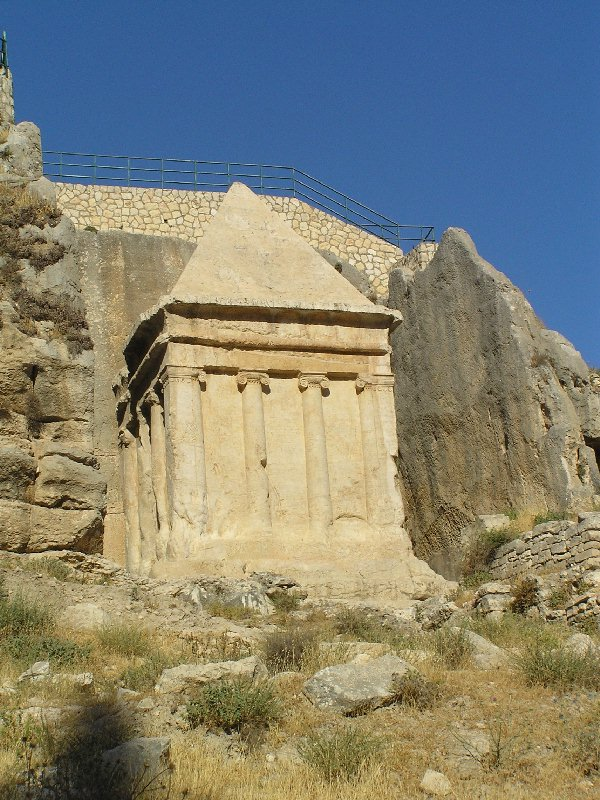
« Tombe de Zacharie »